# Forecast Channel
O console Wii possuía um canal de previsão de tempo, que era atualizado automaticamente através do serviço WiiConnect24.
O Forecast Channel mostrava a Terra como um globo (cortesia da NASA), permitindo ao usuário navegar para outros regiões e verificar o tempo. Além da previsão do tempo, este canal mostrava o índice UV, a previsão do tempo para o dia seguinte e previsão para os próximos cinco dias.

## Histórico
O Forecast Channel foi lançado em 19 de dezembro de 2006, um dia antes do seu comercial na televisão, mas infelizmente foi descontinuado em 27 de junho de 2013 junto com Nintendo Channel, Everybody Votes Channel, Check Mii Out Channel e News Channel.
Alguns jogos (como: Madden NFL 07 e Nights: Journey of Dreams) podiam utilizar do Forecast Channel para simular as condições do tempo de onde estava o jogador.

## Regiões diferenciam-se
Havia pequenas diferenças no Forecast Channel dependendo da região. No Japão, a representação das condições climáticas usava ícones distintos. Inicialmente, pretendia-se que os ícones japoneses fossem utilizados em todas as regiões, mas a Nintendo of America (NA) solicitou que os ícones fossem mais realistas. A NA também pediu para que as condições do tempo fossem apresentadas logo na primeira tela. Por outro lado, a Nintendo of Europe quis ícones mais distintos, como nuvens com trovões, para facilitar a identificação das condições climáticas como chuva, neve, tempestades, dias ensolarados ou nublados pelos usuários. Além disso, os desenvolvedores japoneses criaram um índice de lavanderia, através do qual os usuários poderiam conhecer a probabilidade de as suas roupas secarem, ou não, naquele dia.
O canal de tempo não está disponível para a Coreia do Sul.